# Isotomodes cuzcoensis
Isotomodes cuzcoensis är en urinsektsart som beskrevs av Heinrich Georg Winter 1963. Isotomodes cuzcoensis ingår i släktet Isotomodes och familjen Isotomidae. Inga underarter finns listade i Catalogue of Life.